# Internationaler Zahlungsverkehr
Als internationaler Zahlungsverkehr (auch Auslandszahlungsverkehr, AZV) wird im Finanzwesen der Teil des Zahlungsverkehrs bezeichnet, bei dem die Übertragung von Zahlungsmitteln über Staatsgrenzen hinweg erfolgt. Pendant ist der Inlandszahlungsverkehr.

## Allgemeines
Für Helmut Lipfert bildeten 1960 die mit dem Übergang von einer Währung zu einer anderen Währung verbundenen Zahlungen den internationalen Zahlungsverkehr. Da aber heute im Euroraum der Euro eine einheitliche Währung darstellt, würden Zahlungen von einem EU-Mitgliedstaat in einen anderen nicht vom Begriff des internationalen Zahlungsverkehrs erfasst. Deshalb ist jeder grenzüberschreitende Zahlungsvorgang als internationaler Zahlungsverkehr anzusehen. Auch die ausschließlich auf Bargeld-Transaktionen beruhende Hawala gehört zum internationalen Zahlungsverkehr.

## Geschichte
Abgesehen von Bargeld spielte der Wechsel im Mittelalter als Zahlungsmittel des internationalen Zahlungsverkehrs eine überragende Rolle. Die Geldwechsler (lateinisch cambiatori) fungierten als Makler zwischen den Kaufleuten (lateinisch mercatori) und den Zahlungsempfängern (lateinisch remittendi), die „von Ort zu Ort“ (lateinisch de loco in locum) auf Messen zogen, wobei schriftliche Anweisungen (lateinisch cambium; „Tausch“) ausgestellt wurden, aufgrund derer die Geldsumme am Messestandort an eine urkundlich bestimmte Person wieder ausgezahlt werden konnte. Die Käufer auf internationalen Messen besaßen oft nicht das gesetzliche Zahlungsmittel des Messelandes und waren dann zum Geldwechsel bei einem Geldwechsler gezwungen. Einer der ersten Wechsel stammte wohl vom April 1207 aus Palermo, wo ein Wechsler (lateinisch bancherius) den Erhalt der Wechselsumme quittierte. Im April 1250 tauchten in Genua erste formalisierte Urkunden auf, in denen sich ein Schuldner als zahlungsverpflichtet bekannte und eine spätere Rückzahlung versprach. Aus dieser Zeit stammt der Begriff des Wechselkurses, der sich lediglich auf den Tausch von Wechseln gegen eine bestimmte Fremdwährung bezog.
Beim im Mittelalter üblichen Kompensationshandel war Zahlungsverkehr nicht erforderlich, weil ein Tauschhandel „Ware gegen Ware“ stattfand. Beim grenzüberschreitenden Güterverkehr konnte der Zahlungspflichtige dem Zahlungsempfänger auch einen Scheck übersenden, mit dem die Rechnung bezahlt werden konnte. Wechsel und Schecks wurden erstmals ab 1770 in Londoner Clearinghäusern (englisch clearing houses) verrechnet. Hierbei handelte es sich um Banken, die durch Abrechnungssysteme nur die überschießenden Salden aus eingelösten Schecks und Wechseln regulierten. Sie mieteten im Jahre 1770 ein Gebäude in der Lombard Street, als Organisation entstand das Bankers' Clearing House erst im Jahre 1775, das 1810 bereits 46 Mitglieder aufwies. Einen größeren Umfang erreichte der Clearingverkehr durch Beitritt der großen Aktienbanken im Jahre 1854 und der Bank of England (1864); die getätigten Umsätze erschienen in einem Clearing-Buch (englisch clearing book). Das erste US-amerikanische Clearing House entstand zeitgleich 1854 als New York Clearing House Association, 1856 folgte eines in Boston.
Die ab 1950 aufkommenden Auslandsüberweisungen wurden erst möglich, nachdem sich inländische Kreditinstitute ein Netz von Korrespondenzbanken im Ausland aufgebaut hatten, mit denen sie Zahlungen in Inlands- oder Fremdwährung über Lorokonten verrechnen konnten. Innerhalb der weltweiten Kreditwirtschaft war damit der internationale Zahlungsverkehr bilateral organisiert. Im Mai 1973 gründeten 239 Banken aus 15 Ländern das beleglose und in Echtzeit durchgeführte, grenzüberschreitende und multilaterale Datenfernübertragungssystem SWIFT. Bei seiner Inbetriebnahme 1977 waren bereits mehr als 500 Banken angeschlossen, heute gehören mehr als 10.000 Kreditinstitute in 212 Ländern dem SWIFT-Zahlungsnetz an.
Die Deutsche Bundesbank sorgt gemäß § 3 BBankG als Zentralbank der Bundesrepublik Deutschland unter anderem für die bankmäßige Abwicklung des Zahlungsverkehrs im Inland und mit dem Ausland und trägt zur Stabilität der Zahlungs- und Verrechnungssysteme bei.

## Zahlungsformen
Es gibt drei Arten der Zahlung im internationalen Zahlungsverkehr:
- Der Zahlungspflichtige zahlt über sein Kreditinstitut an das Institut des Zahlungsempfängers (englisch clean payment).
- Bei Export/Import: Zahlung durch Dokumenteninkasso „Kasse gegen Dokumente“ (englisch cash against documents).
- Bei Export/Import: Zahlung durch Dokumentenakkreditiv (englisch payment against letter of credit).

Dokumente sind Warenbegleitpapiere, die der Exporteur über sein Institut dem Importeur gegen Zahlung übersendet. Darunter befinden sich meist Traditionspapiere, ohne deren Vorlage der Importeur die Auslieferung der Ware nicht verlangen kann.

## Zahlungsverkehrssysteme
Innerhalb des Bankwesens werden Auslandsüberweisungen über Zahlungsverkehrssysteme abgewickelt.
Über SWIFT können im internationalen Zahlungsverkehr neben Auslandsüberweisungen auch dokumentäre Akkreditive und Dokumenteninkassi sowie Devisen- und Wertpapiergeschäfte (Zahlungen) abgewickelt werden. SWIFT führt Zahlungen in Euro oder Fremdwährung aus. Die Weiterleitung von Zahlungsaufträgen im grenzüberschreitenden Überweisungsverkehr erfolgt heute zum größten Teil über SWIFT.
TARGET2 ist die zweite Generation des Zahlungsverkehrssystems TARGET (englisch Trans-European Automated Real-time Gross Settlement Express Transfer System). Es ist seit November 2007 das gemeinsame Echtzeit-Brutto-Clearingsystem des Eurosystems. Mit ihm können im Eurosystem Zahlungen ausschließlich in Euro durchgeführt werden.
Eine rechtliche Vereinheitlichung des Zahlungsverkehrs in den EU-Mitgliedstaaten erfolgte durch das Zahlungsdiensterecht vom Oktober 2009. Es führte zu europaweiten einheitlichen Zahlungstransaktionen, Zeitvorgaben für die Auftragsausführung oder Widerrufsrechten. Durch SEPA wurde ab Februar 2014 der Europäische Zahlungsraum, ein einheitlicher Zahlungsraum für bargeldlose Zahlungen ausschließlich in Euro, geschaffen.

## Zahlungsmittel
Bei Barzahlung wird Bargeld in Fremdwährung, so genannte Sorten, verwendet. Sie können vom Reisenden bei Kreditinstituten oder Wechselstuben erworben werden. Bei der Übertragung von Buchgeld in das Ausland oder vom Ausland in das Inland gibt es für den Euro in der Eurozone das SEPA-Standard-Überweisungsformular. Zahlungen außerhalb der Eurozone und/oder in Fremdwährung erfolgen mit demselben Vordruck über SWIFT, umgangssprachlich als Auslandsüberweisung bezeichnet.
Der Scheck hat in den meisten EU-Mitgliedstaaten keine Bedeutung mehr. So ist er statistisch nicht mehr erfasst in Bulgarien, Dänemark, Estland, Finnland, Kroatien, Lettland, Litauen, Luxemburg, Niederlande, Polen, Schweden, Slowenien, Slowakei, Tschechischer Republik und Ungarn. Insbesondere in Malta (17,8 % Anteil an allen Zahlungstransaktionen), Zypern (15,3 %) und Frankreich (10,2 %) ist der Scheck noch ein gängiges Zahlungsmittel. Dagegen hat der Scheck im überseeischen angelsächsischen Raum (USA, Kanada) heute noch große Bedeutung, Zahlungsverpflichtungen werden hier üblicherweise durch Übersenden eines Schecks beglichen. Deshalb können derartige Schecks auch an Zahlungsempfänger in der Eurozone gelangen. In den USA gab es 2015 insgesamt 17,9 Mrd. Scheckzahlungen mit einem Volumen von 28,97 Billionen US$, der durchschnittliche Scheckbetrag lag damit bei 1.618 US$. Beim Volumen bedeutet dies einen Anteil von 36,5 % aller Transaktionen. Am häufigsten werden Schecks zur Begleichung von Nebenkosten benutzt (25,7 % aller Scheck-Transaktionen), es folgen Einkäufe im Einzelhandel (19 %) und Vergütungen von Firmen oder der Regierung gegenüber Verbrauchern (17,8 %); der Scheckverkehr von Konsument zu Konsument wird mit rund 11 % angegeben. Unter den „Vergütungen von Firmen“ ist der Gehaltsscheck (englisch paycheck) enthalten, den Arbeitnehmer aufgrund ihrer Lohnabrechnung ( pay stub) bekommen.
Der Wechsel spielt im internationalen Zahlungsverkehr lediglich noch eine Rolle bei Akkreditiv und Dokumenteninkasso, den Reisescheck gibt es seit Dezember 2015 nicht mehr. Er wurde ersetzt durch international einsetzbare Zahlungskarten.
Aus Gründen der Meldevorschriften im Außenwirtschaftsverkehr zwecks Erhebung der Zahlungsbilanz und Außenhandelsstatistik haben der zahlungspflichtige Inländer (bei Zahlungen an Ausländer) und der inländische Zahlungsempfänger (bei Zahlungen von Ausländern) nach § 67 Abs. 1 AWV ab einer Meldeschwelle von mehr als 12.500 Euro oder Gegenwert in Fremdwährung (§ 67 Abs. 2 AWV) ausgehende oder eingehende Zahlungen mit dem Vordruck „Zahlungsauftrag im Außenwirtschaftsverkehr“ (Z1/Z4) der Bundesbank zu melden (§ 67 Abs. 4 AWV). Ausgenommen von der Meldepflicht sind Exporterlöse, Importzahlungen und bestimmte Zahlungen für kurzfristige Kredite. Kreditinstitute weisen automatisch bei grenzüberschreitenden Zahlungen darauf hin, dass diese Meldepflichten vom Zahlungspflichtigen oder Zahlungsempfänger zu beachten sind.

## Gebühren
Da sich der Zahlungsverkehr in der Eurozone aufgrund der Euro-Währungsumstellung im Januar 2002 faktisch zu einem Inlandszahlungsverkehr entwickelt hat, dürfen die Kreditinstitute aufgrund der Verordnung (EG) Nr. 924/2009 vom 16. September 2009 über grenzüberschreitende Zahlungen in der Gemeinschaft als Bankgebühren lediglich entsprechende Inlandsgebühren für Überweisungen in Euro berechnen. Alle Kreditinstitute sind hiernach verpflichtet (Art. 3), für Auslandsüberweisungen bis zu einem Betrag in Höhe von 50.000 Euro die Gebühren von Inlandsüberweisungen zu berechnen, so dass eine freie Gebührenvereinbarung erst ab diesem Betrag möglich ist.

## Wirtschaftliche Aspekte
Im Welthandel ist der internationale Zahlungsverkehr unentbehrlich. Ursache des internationalen Zahlungsverkehrs sind Export, Import und Transithandel von Gütern und Dienstleistungen, Geldanlagen zur Ausnutzung von Zins- oder Wechselkursdifferenzen (Differenzarbitrage), Kapitalex- oder Kapitalimport, Reiseverkehr oder Spekulation. Internationale Zahlungsmittel sind Devisen und Sorten, aber auch die Inlandswährung. Dagegen sind Schecks und Wechsel überwiegend und Reiseschecks völlig aus dem internationalen Zahlungsverkehr verschwunden.
Den Güterströmen durch Export, Import und Transithandel müssen die Zahlungsströme mittels internationalem Zahlungsverkehr folgen. Bei freiem Devisenverkehr erfolgt die Zahlung durch Devisen, bei Devisenbewirtschaftung ist ein freier internationaler Zahlungsverkehr nicht möglich. Vielmehr werden Devisen durch die Zentralbank zugeteilt oder Zahlungen erfolgen aufgrund eines Swing.

## Risiken im Außenhandel
Im Unterschied zum Binnenhandel kennt der Außenhandel zusätzliche Risiken, die sich auch auf den internationalen Zahlungsverkehr auswirken. Hierzu gehören insbesondere politische Risiken, Länderrisiken, Wechselkursrisiken, Konvertierungs- und Transferstopprisiken, Zahlungsverbots- und Moratoriumsrisiken oder interkulturelle Verständigungsrisiken.
Wirtschaftliche Risiken
Da die verschiedenen Handelspartner räumlich weit voneinander entfernt sind, lassen sich weitergehende Informationen zu seinem jeweiligen Vertragspartner eher schwer und umständlich beschaffen als dies der Fall wäre, wenn das Geschäft im selben Land stattfinden würde. Dazu kommt, dass in verschiedenen Ländern auch unterschiedliche Gesetze und Handelsbräuche aufeinandertreffen, die sich im Streitfall nur schwer oder überhaupt nicht durchsetzen lassen.
Wie bei einem Inlandsgeschäft gibt es bei einem Auslandsgeschäft die Risiken, dass ein Käufer die Ware eines Verkäufers nicht abnehmen kann (Fabrikationsrisiko), nicht bezahlen kann (Bonitätsrisiko) oder dass die Ware eines Verkäufers während des Transportes beschädigt (Transportrisiko) oder verspätet im Ausland ankommt (Erfüllungsrisiko). Durch die Distanz, die sich bei einem Handel ins Ausland ergibt, erhöhen sich genannte Risikofaktoren dementsprechend.
Sofern das Geschäft die Grenzen der EWWU überschreitet, müssen sich die Handelspartner auf eine gemeinsame Währung durch Denominierung einigen, mit der das Geschäft abgewickelt werden kann. Ein Nachteil kann sich für denjenigen ergeben, der nicht in seiner Inlandswährung bezahlt, da er ebenso die Kursschwankungen der fremden Währung beachten muss (Kursrisiko). Hiergegen können Sicherungsgeschäfte absichern. Eine Einigung kann erzielt werden, wenn die Währung eines Drittlandes herangezogen wird. In diesem Fall besteht das Kursrisiko für beide Parteien.
Politische Risiken
Neben den wirtschaftlichen Risiken gibt es auch eine ganze Reihe von Risikofaktoren, die auf die politischen Verhältnisse eines Landes zurückzuführen sind. So können außergewöhnliche Großereignisse wie Boykott, Embargo, Krieg oder Revolution einen negativen Einfluss auf die Abwicklung eines Auslandsgeschäfts haben. Viele dieser Ereignisse stellen höhere Gewalt dar und können oft durch Exportkreditversicherung abgesichert werden.